# باشگاه فوتبال ویتوریا ستوبال
باشگاه فوتبال ویتوریا (به پرتغالی: .Vitória F.C) که بیشتر با نام "ویتوریا ستوبال" شناخته می‌شود، یک باشگاه فوتبال در شهر ستوبال در پرتغال می‌باشد که در لیگ برتر پرتغال بازی می‌کند.
این باشگاه در تاریخ ۲۰ نوامبر ۱۹۱۰ (۲۸ آبان ۱۲۸۹) تأسیس شده‌است.